# Eric Washington
Eric Maurice Washington (Pearl, Misisipi, 23 de marzo de 1974) es un exjugador de baloncesto estadounidense que jugó dos temporadas en la NBA. Con 1,93 metros de estatura, lo hacía en la posición de escolta.

## Trayectoria deportiva

### Universidad
Jugó durante cuatro temporadas con los Crimson Tide de la Universidad de Alabama, en las que promedió 13,7 puntos y 5,0 rebotes por partido. Ostenta en la actualidad los récords históricos de su universidad de triples lanzados y convertidos. En su última temporada fue elegido en el mejor quinteto de la Southeastern Conference.

### Profesional
Fue elegido en la cuadragésimo sexta posición del Draft de la NBA de 1997 por Orlando Magic, quienes lo traspasaron el mismo día de la elección a Denver Nuggets junto con una futura segunda ronda del draft a cambio de Jason Lawson. En su primera temporada como profesional llegó a ser titular en 32 ocasiones, promediando 7,7 puntos y 1,9 rebotes por partido.
Tras una segunda temporada en la que tan solo disputa 38 partidos, es traspasado junto a Danny Fortson, Eric Williams y una futura primera ronda del draft a Boston Celtics, a cambio de Ron Mercer, Popeye Jones y Dwayne Schintzius, pero es despedido antes del comienzo de la temporada.
En el mes de diciembre ficha por el AO Dafni de la liga griega, donde disputa 15 partidos en los que promedia 13,5 puntos y 3,7 rebotes. Al año siguiente se marcha a la liga italiana firmando con el Vip Rimini, donde no puede evitar el descenso a la LegADue a pesar de promediar 17,0 puntos y 5,1 rebotes por encuentro.
Tras hacer la pretemporada con los Denver Nuggets, en 2003 se marcha a jugar al Hapoel Jerusalem de la liga israelí, donde sólo permanece un mes, jugando 5 partidos en los que promedió 4,4 puntos y 1,6 rebotes. Regresó entonces a Estados Unidos para jugar con los Idaho Stampede de la CBA, permaneciendo dos temporadas, para en 2006 marcharse a la liga finesa, donde jugó 4 temporadas en 3 equipos diferentes.

## Estadísticas de su carrera en la NBA

### Temporada regular
| Temporada | Edad | Equipo         | Liga | P   | TIT | MIN  | TC  | TCA | %TC  | 3P  | 3PA | %3P  | TL  | TLA | %TL  | R.OF. | R.DEF. | REB | ASIS | ROB | TAP | PER | FP  | PTS |
| 1997-98   | 23   | Denver Nuggets | NBA  | 66  | 36  | 23.3 | 3.0 | 7.5 | .404 | 0.7 | 2.1 | .321 | 1.0 | 1.3 | .783 | 0.7   | 1.2    | 1.9 | 1.2  | 0.8 | 0.4 | 1.1 | 2.2 | 7.7 |
| 1998-99   | 24   | Denver Nuggets | NBA  | 38  | 6   | 20.0 | 1.9 | 4.8 | .397 | 1.0 | 2.6 | .381 | 0.6 | 0.8 | .688 | 0.9   | 1.4    | 2.3 | 0.8  | 0.7 | 0.5 | 0.9 | 2.3 | 5.4 |
| Total     |      |                | NBA  | 104 | 42  | 22.1 | 2.6 | 6.6 | .402 | 0.8 | 2.3 | .346 | 0.8 | 1.1 | .757 | 0.8   | 1.3    | 2.1 | 1.0  | 0.8 | 0.4 | 1.0 | 2.2 | 6.9 |